# Музеј модерне уметности (Љубљана)
Музеј модерне уметности (словен. Moderna galerija) у Љубљани, Словенија, је централни музеј и галерија словеначких уметничких дела 20. и 21. века.

## Историја
Основан декретом владе Народне Републике Словеније 30. децембра 1947. године, а званично отворен за јавност 3. јануара 1948. године, у њему се налази стална збирка словеначке уметности 21. века, као и уметности страних уметника. Њену централну зграду је пројектовао Едвард Равникар и изграђена је 1948. године. Поред тога, делује као место за: дебату, документацију, образовање, истраживање и проучавање, повећавајући присуство уметности широј јавности. Музеј настоји да изгради дивергентан модел музеја, отвори дијалог између института сличних приоритета и оних који граде нове моделе културне продукције.
Дана 26. новембра 2011. проширен је Музејом савремене уметности Метелкова, који се налази у Метелковој улици (словен. Metelkova ulica).